# Matsuyama Yuzō
Matsuyama Yuzo (松山 祐三 Matsuyama Yuzō, Tùng Sơn Hữu Tam) (01/02/1889 - 01/11/1947) là trung tướng lục quân của Nhật Bản từng tham gia chiến tranh Trung - Nhật và Chiến tranh Thế giới thứ hai.

## Tiểu sử
Matsuyama xuất thân từ tỉnh Aomori và tốt nghiệp khóa 22 của Trường Sĩ quan Lục quân (Đế quốc Nhật Bản) vào năm 1920. Từ năm 1937 đến năm 1938, Matsuyama đã là sĩ quan chỉ huy Tiểu đoàn 19 độc lập phòng không. Ông được chuyển tới tiếp nhận 2 đơn vị biên phòng của đạo quân Quan Đông năm 1938, và trở thành chỉ huy của một lữ đoàn bộ binh thuộc Sư đoàn 27 Lục quân Đế quốc. Năm 1941, ông là chỉ huy binh đoàn 64 độc lập. Tháng 8 năm 1939, Matuyama được thăng hàm thiếu tướng.
Từ năm 1942 đến 1945, Matsuyama đã đạt được thành công cùng với tướng Watanabe Masao chỉ huy Sư đoàn 56 Lục quân Đế quốc, trong hoạt động tại Miến Điện, Thái Lan và Trung Quốc và tham gia vào trận Bắc Miến Điện và Tây Vân Nam chống lại các lực lượng Quốc Dân đảng Trung Quốc dọc theo sông Salween. Sư đoàn 56 vẫn ở Miến Điện cho đến khi buộc phải rút lui về Thái Lan trong tháng 7 năm 1945.
Năm 1946, ông phục viên.

### Sách
- Fuller, Richard (1992). Shokan: Hirohito's Samurai. London: Arms and Armor. ISBN 1-85409-151-4.
- Louis, Allen (1984). Burma: Chiến tranh dài nhất. Nhà xuất bản Dent. ISBN 0-460-02474-4.
- Hsu, Long-hsuen (1971). Lịch sử chiến tranh Trung - Nhật lần 2 (1937-1945). Trung Hoa dân quốc Đài Loan: Nhà xuất bản Chung Wu. {{Chú thích sách}}: Đã bỏ qua tham số không rõ |đồng tác giả= (trợ giúp)

### web
- Ammenthorp, Steen. "Mtasuyama Yuzo". Tướng lĩnh trong Thế chiến II.
- Budge, Kent. "Matsuyama Yuzo". Bách khoa toàn thư trực tuyến Chiến tranh Thái Bình Dương.

1. ↑  Ammenthorp, Đại tướng trong Thế chiến II